# Mallorquinische Küche
Die mallorquinische Küche ist eine Regionalküche der spanischen Küche. Die mallorquinische Küche zeigt einen durchweg mediterranen Charakter.
Sie verwendet als Basiszutaten Gemüse wie Paprika, Tomaten, Zucchini, Auberginen und Knoblauch und viel Fisch. Die Gerichte werden weitgehend mit Olivenöl zubereitet.

## Esskultur

### Essen im Restaurant
Im guten Restaurant gilt die Regel: Kein Tisch wird zweimal verkauft. Man darf sich also nicht wundern, wenn man abgewiesen wird, obwohl noch viele Tische frei sind. Sind die Tische bestellt, bleiben sie auch frei, bis die Gäste kommen. Mallorquiner kommen mittags selten vor zwei Uhr, abends zwischen neun und zehn Uhr, im Sommer eher noch eine Stunde später. In Urlauberzonen profitieren die Gastwirte von den unterschiedlichen Essenszeiten einheimischer und ausländischer Gäste. Vor allem Deutsche sind gern gesehen, weil sie früher essen. Einen Tisch im Restaurant sollte man nur beanspruchen, wenn man wirklich zum Tafeln kommt. Wer kein Menü mag, sollte in einer Bar oder Bodega einkehren, wo eine Vielzahl von kleinen Tapas, Tortillas und belegten Baguettes (katalan. bocatas, span. bocadillos) serviert wird.
Die mallorquinischen Mahlzeiten, sei es am Mittag oder am Abend, bestehen aus mindestens drei Gängen und können daher recht lange dauern. Vor der Vorspeise (span. entremeses) nimmt man Brot und Oliven je nach Gusto auch mit Aioli oder auch etwas zum Knabbern (span. para picar). Nach der Vorspeise (Salate, Suppen, Schnecken, Schinken, Muscheln) wird das Hauptgericht (span. segundo plato) serviert, sei es Fisch, Fleisch oder Geflügel. Der Nachtisch (span. postre) besteht aus Obst, Eis, Flan (Eierpudding mit Karamelcreme), Gebäck oder Käse. Das typische Essen wird mit Kaffee und Cognac oder einem Cava (katalanischer Sekt) beendet.

### Frühstück
Ebenso wie in ganz Spanien üblich, ist das mallorquinische Frühstück (span. desayuno) karg: ein café solo (Espresso) oder ein cortado (Espresso mit einem Schuss Milch) mit der Variante con leche fría (span. für „kalte Milch“) oder con leche caliente (span. für „warme Milch“), oder einen Milchkaffee café con leche, lediglich mit einem croissant (Hörnchen) oder einer Ensaïmada, einem leichten, schneckenförmigen Schmalzgebäck, das mit Kürbismarmelade gefüllt und mit Puderzucker bestreut ist. Auf den Dörfern gibt es sie nur an Sonn- und Feiertagen.

### Menorquinische Küche
Die menorquinische Küche ist einfacher und deftiger als die mallorquinische. Statt mit Olivenöl wird viel mit Butter und Sahne gekocht. Die Salsa Mahonesa, Vorläufer unserer Mayonnaise, ist eine wichtige Beilage.
Auf Menorca gibt es Weinbau. Der Gin ist seit der englischen Besatzung Tradition. Der Menorca-Gin gilt als besonders mild und fein und ist, mit Zitronenlimonade zur Pomada gemischt, Nationalgetränk der Menorquiner.

## Mallorquinische Gerichte
Da auf den Balearen sowohl die katalanische Sprache als auch das Spanische präsent sind (siehe auch Sprachen auf Mallorca), ist bei den Namen der mallorquinischen Gerichte zu beachten, dass diese aus beiden Sprachen stammen können.

### Suppen und Eintöpfe
Im Spanischen werden die Begriffe caldo (Brühe), sopa (Suppe) und potaje (Eintopf) unterschieden. Das Wort Eintopf wird auf Mallorca auch im Plural (span. sopas oder katalan. sopes) verwendet, was wegen der Ähnlichkeit mit sopa (im Singular für „Suppe“) zu Missverständnissen führen kann. Beispiele für Gerichte dieser Gruppe sind:
- Sopa Mallorquin, deftiger Kohleintopf mit Fleischeinlage
- Sopa de pescado (span.), Fischsuppe
- Sopa de verdura (span.), Gemüsesuppe, deren Zubereitung oft unterschiedlich ist
- Caldo oder sopa de caldo (span.), Fleisch-, Gemüse, Fischbrühe
- Caldereta (katalan.), ein mallorquinischer Eintopf in einer Variante mit Meeresfrüchten (span. caldereta de mariscos) oder mit Langusten (span. caldereta de langostas).  Basis ist der sofrito, eine spanische Sauce aus geschmorten Tomaten, Zwiebeln und Paprikaschoten. Damit wird der Fischsud, in dem vorher die Langustenstücke oder Meeresfrüchte angebraten wurden, serviert.

### Reisgerichte
Ebenso wie in den nahegelegenen Festlandsregionen Katalonien und Valencia sind auf Mallorca Reisgerichte üblich.
- Arroz a la marinera (span.), Reis mit Fisch und Meeresfrüchten
- Arròs brut (katalan.), dt. „Schmutziger Reis“,  wird mit Fleischstücken vom Schwein, Huhn oder Kaninchen und den Jahreszeiten entsprechenden Gemüsen zubereitet. Als würzige Beilage wird fonoll mari (katalan. für „Meerfenchel“) verwendet. Etliche Restaurants im Landesinneren geben zum Reis nicht Farbstoff, sondern Safran, und verwenden Wild, Wachtel- oder Taubenfleisch.

### Gemüsegerichte
- Tumbet, Gemüseauflauf mit Kartoffeln, Zucchini, Paprikaschoten, Auberginen und Zwiebeln, ein ideales Sommeressen

### Fleischgerichte
Fleischgerichte werden auf der Insel als Carn (katalan.) oder Carnes (span.) bezeichnet.
Auf der Insel ist Fleisch vom Schwein und Lamm üblich, Rindfleisch kommt nur in Restaurants mit baskischer und galicischer Küche vor. Einige Gerichte und Fleischprodukte, wie Sobrasada und Butifarra, werden mit dem Fleisch einer einheimischen Schweinerasse, dem „schwarzen Schwein“ (span. cerdo negro), zubereitet.
Eine Auswahl an typischen Fleischgerichten:
- Costillas de cordero (span.), Lammkoteletts
- Lechona (span.), Spanferkel
- Sobrasada de Mallorca (span.), rote Wurst
- Butifarron (katalan.), eine Blutwurst
- Frito mallorquín (span.), frische Innereien, am besten vom Lamm, mit Kartoffeln, Zwiebeln, Knoblauch, Fenchel und Paprikaschoten
- Lomo con col  (span.), ein Schweineschnitzel aus der Lende mit Kohl, Pinienkernen, Rosinen und Blutwurst, geschmort, ist zwar kein echter Eintopf, wird aber als Eintopf (katalan. greixonera) serviert

### Fischgerichte
Fischgerichte werden auf Katalanisch als peix oder auf Spanisch als pescado bezeichnet.

### Geflügel
Geflügelgerichte werden auf Spanisch als aves bezeichnet.
- Pollo, Hähnchen (in der Regel Freilandtiere)
- Palomo con col, Taube, auf ähnliche Art zubereitet wie das Fleischgericht Lomo con col

### Saucen
Saucen werden auf Spanisch als salsa bezeichnet. Auf spanischen Speisekarten kann eine für ein Gericht verwendete Sauce oft durch den Zusatz a la („nach Art von“) erkannt werden.
Auf Mallorca anzutreffende Saucen sind:
- a la mallorquina, hergestellt unter Verwendung von Öl, Tomaten, Knoblauch und Zwiebeln; mit charakteristischem Geschmack
- a la vasca, helle, duftige und milde Sauce mit grünen Kräutern aus dem Baskenland, die für Fischgerichte und Meeresfrüchte verwendet wird
- Aioli, eine Öl-Knoblauch-Sauce, die gerne zu Schnecken, Fleisch, weißem Fisch oder geröstetem Brot gereicht wird; manchmal auch mit Ei als Knoblauch-Mayonnaise zubereitet
- Mayonnaise, span. salsa mahonesa oder salsa mayonesa, ursprünglich aus der Stadt Mahón auf Menorca

### Weitere Spezialitäten
- Pa amb oli (katalan. für „Brot mit Öl“), Brot mit Olivenöl, Knoblauch und aufgeriebenen Tomaten, meist mit pa moreno, dunklem, salzlosem Mischbrot als Grundlage. Pa amb oli wird zum Frühstück oder außerhalb der Hauptmahlzeiten zwischendurch gegessen.
- Pa de Figa (katalan. für „Feigenbrot“), geknetet aus getrockneten Feigen und gemahlenem Anis mit einem Schuss Anislikör. Pa de Figa wird auf einem Feigenblatt mit einem Kaffee oder einem Glas Anislikör serviert.

## Getränke
In den meisten einfachen Restaurants und Bars kommt zum Essen immer Wasser mit dem Wein auf den Tisch. Das wichtigste unter den Getränken auf Mallorca ist das Mineralwasser aus vielen Quellen auf der Insel als agua sin gas (span. für „stilles Wasser“) oder agua con gas (span. für „Mineralwasser mit Kohlensäure“). Pro Jahr registriert man auf der Insel einen Verbrauch von 30 Millionen Litern. Der Bedarf kann durch die einheimischen Quellen schon lange nicht mehr allein gedeckt werden, so dass Mineralwasser vom spanischen Festland importiert wird.
Wein gehört zur mallorquinischen Küche. Weinstuben, wo man gemütlich ohne Essen Wein verkosten kann, gibt es nicht. Die meisten Bars schenken Wein glasweise aus, man kann auch eine Flasche bestellen. Der mallorquinische Wein ist schwer und vollmundig. Er passt zur deftigen mallorquinischen Hausmannskost und kommt meist als vino de la casa im Krug (span. jarra) oder in einer etikettfreien Flasche auf den Tisch. Die Rotweine haben einen Alkoholgehalt von 12–14 %, Weißwein ca. 10–12,5 %. Mallorquinische Weinanbaugebiete sind Banyalbufar mit der Malvasier-Rebe und Binissalem. Da die einheimische Produktion den Bedarf nur zu Bruchteilen deckt, wird Wein vom Festland aus der Rioja, Katalonien, Navarra und Kastilien importiert.
Viele Restaurants und Bars bieten Bier vom Fass an. Flaschenbiere aus vielen Ländern sind vielerorts erhältlich.